# 아담 네메츠
아담 네메츠(슬로바키아어: Adam Nemec, 1985년 9월 2일 ~ )는 슬로바키아의 축구 선수이며, 포지션은 공격수이다. 현재 리가 I의 볼룬타리에서 뛰고 있다.